# Dolly James
Dolly James (* v Bruneji) je britská písničkářka a studiová zpěvačka. V 90. letech vydala několik singlů a účastnila se několika turné (např. se Simply Red nebo James Taylor Quartet).
Jamesová se narodila v Bruneji a její pěvecká kariéra začala v místních kapelách hrajících coververze hitů. Tehdy také byla členkou tamního kostelního sboru. Předtím, než se přestěhovala do Británie, vystupovala v Singapuru. Ve Spojeném království pracovala v kabaretu ve Walesu a v anglickém regionu West Midlands. Později začala zpívat v Londýně jako studiová zpěvačka.
Spolupracovala s mnoha dalšími hudebníky. V 90. letech zpívala s norskou rockovou skupinou Dance with a Stranger (včetně jejich turné), později se Simply Red, Belindou Carlisleovou nebo Michaelem Boltonem.

## Sólová diskografie
- The Journey (2006)